# Bánov (Repubblica Ceca)
Bánov (in tedesco Banow) è un comune della Repubblica Ceca facente parte del distretto di Uherské Hradiště, nella regione di Zlín.